# Tony Easley
Tony Bernard Easley jr. (Auburn, 15 luglio 1987) è un ex cestista statunitense, di ruolo centro.

## Carriera
Ha disputato quattro stagioni NCAA con i Racers della Murray State University, collezionando 122 presenze e 923 punti totali.
Ha esordito da professionista in Polska Liga Koszykówki, massima serie polacca, con il Polonia Varsavia. Nella stagione 2010-2011 ha messo a segno 281 punti in 25 partite. Nell'estate 2011 si è trasferito in Italia nel Campionato di Legadue, vestendo la maglia della Fulgor Libertas Forlì: ha giocato 12 partite, realizzando 171 punti.
Il 23 dicembre 2011 viene ingaggiato dalla Dinamo Sassari, società di Serie A.
Il 19 luglio 2013 firma un contratto con la Reyer Venezia, ma nel successivo mese di gennaio passa alla JuveCaserta. Con la società campana firma un contratto fino a fine stagione. Esordisce il 19 gennaio contro la sua ex squadra, la Reyer Venezia e mette a referto 13 punti e 9 rimbalzi. La settimana successiva esordisce al Palamaggiò contro la Vuelle Pesaro nella vittoria per 100-88, partita in cui realizza una doppia doppia da 16 punti e 12 rimbalzi.
Nell'estate seguente lascia l'Italia e firma in Israele, all'Ironi Nes Ziona..
Nel gennaio 2015 firma per il Pistoia Basket.. Conclusa l’esperienza a Pistoia si trasferisce in Finlandia dove firma per il Joensuun Kataja con il quale disputa 11 partite. Conclusa l’esperienza finlandese fa ritorno in Italia, dove firma un contratto annuale con l’Eurobasket Roma, squadra militante in Serie A2. Conquistata la salvezza nel luglio 2017 firma un contratto annuale con i Tigers Tübingen, squadra militante nel massimo campionato tedesco. Dopo 13 partite disputate la società comunica la rescissione contrattuale con il giocatore. Conclusa la parentesi tedesca l'8 gennaio 2018 firma per la Blu Basket 1971. Esordisce con la maglia biancoblu il 14 gennaio 2018, mettendo a segno una doppia doppia con 16 punti e 11 rimbalzi, trascina la Remer al successo casalingo per 105 - 97 dopo un overtime.  Termina la stagione raggiungendo i playoff con la squadra Trevigliese.

## Record
- Il 30 marzo 2015, contro la Pall. Cantù, ha raggiunto i 1000 punti segnati in Serie A.